# 秋分草
秋分草（学名：Rhynchospermum verticillatum）为菊科秋分草属的植物。分布于缅甸、不丹、锡金、马来西亚、印度、台湾以及中国大陆的湖北、湖南、广东、四川、福建、西藏、贵州、云南、江西等地，生长于海拔400米至2,500米的地区，常生长在沟边、林下、水旁、林缘和杂木林下阴湿处，目前尚未由人工引种栽培。